# Tomboy (software)

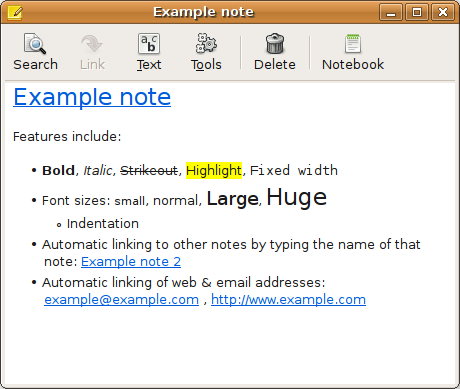
Exemplo nota.

Tomboy é um aplicativo livre e de código-aberto de desktop para anotações. É por Unix-like e Microsoft Windows sistemas escritos em C# usando Gtk#. Ele usa um Wiki-like o sistema liga para ligar notas juntos. Tomboy é parte do GNOME ambiente desktop. Tomboy é frequentemente utilizada para gestão de informações pessoais. O princípio de base é um bloco de notas com um wiki-estilo. Palavras para páginas que se verifica automaticamente se tornam hiperlinks, permitindo a gestão de grandes bibliotecas de informações pessoais, tais como referências aos favoritos artistas que poderá, então, automaticamente ser destacado nas notas contendo os respectivos nomes.

## Funcionalidades
Alguns dos recursos de edição suportados:
1. Realçar texto
2. Inline verificação ortográfica usando GtkSpell
3. Auto-ligação da web e endereços de e-mail
4. Desfazer/refazer
5. Font estilizando e dimensionamento
6. Marcas listas
7. Nota sincronização por SSH ou WebDAV

## Plugins
Tomboy suporta vários plugins, incluindo:
1. Evolution mail links plugin
2. Galago / Pidgin presença plugin
3. Médio-clique sobre o ícone da bandeja do prancheta para colar texto
4. Nota do Dia plugin (não é instalado por padrão)
5. Largura fixa texto plugin (não é instalado por padrão)
6. HTML exportação plugin
7. LaTeX math plugin (não é instalado por padrão)
8. Imprimir plugin

## Suporte a Windows e Mac
Os últimos lançamentos desenvolvimento característica antevisão suporte para Windows e Mac OS X, que se destina a ser inteiramente suportados quando a próxima versão estável, 0.14.0, é liberado.